# Chrysis rutilans
Chrysis rutilans  (лат.) — вид ос-блестянок рода Chrysis из подсемейства Chrysidinae.

## Распространение
Западная Палеарктика. Европа, Северная Африка, Китай, Япония.

## Описание
Клептопаразиты ос: Gymnomerus laevipes, Ancistrocerus, Katamenes flavigularis, и возможно Microdynerus и Stenodynerus (Vespidae).
Период лёта: июнь — август.
Посещают цветы Apiaceae и Euphorbiaceae. В Европе обычно встречаются на открытых пространствах и окраинах лесов.
Длина — 5—9 мм. Сходен с видом Chrysis splendidula, но тело более узкое и утончённая пунктировка.
Ярко-окрашенные металлически блестящие осы. Мезосома и 3-й тергит зеленовато-синие или сине-фиолетовые, остальное брюшко красное (1-й и 2-й тергиты). Тело узкое, вытянутое.